# برونو جوميز
برونو جوميز (بالبرتغالية: Bruno Gomes de Oliveira Conceição) (19 يوليو 1996 بساو باولو في البرازيل - ) هو لاعب كرة قدم برازيلي في مركز الهجوم. لعب مع نادي إنترناسيونال ونادي جنوى.

## روابط خارجية
- برونو جوميز على موقع قاعدة بيانات كرة القدم.إي يو (الإنجليزية)
- برونو جوميز على موقع Soccerway.com (الإنجليزية)
- برونو جوميز على موقع AS.com (الإسبانية)